# 1995년 전미 비평가 협회상
제30회 전미 비평가 협회상은 1995년 최고의 영화를 기리기 위해 1996년 1월에 열린 시상식이다.

## 수상 및 후보

### 작품상
- 꼬마 돼지 베이브 수상

### 감독상
- 라스베가스를 떠나며 - 마이크 피기스 수상

### 여우주연상
- 라스베가스를 떠나며 - 엘리자베스 슈 수상

### 남우주연상
- 라스베가스를 떠나며 - 니콜라스 케이지 수상

### 여우조연상
- 닉슨 - 조안 알렌 수상

### 남우조연상
- 블루 데블 - 돈 치들 수상

### 각본상
- 클루리스 - 에이미 헥커링 수상

### 촬영상
- 블루 데블 - 후지모토 타크 수상

### 외국어영화상
- 야생 갈대 수상

### 다큐멘터리상
- 크럼 수상

### 특별공헌상
- 라쵸 드롬 수상